# 李士生
李士生（1959年6月—），浙江嘉兴人，汉族，中国共产党党员。中华人民共和国政治人物、第十三届全国人民代表大会解放军和武警部队代表。

## 生平
曾任中国人民解放军军事交通学院院长，中国人民解放军后勤学院院长。2016年9月，任新组建的武汉联勤保障基地司令员。2017年12月，任中央军委联勤保障部队副司令员。
2018年，李士生被选为解放军和武警部队出席第十三届全国人民代表大会代表。